# Empire kouchan
Ne doit pas être confondu avec Royaume de Koush.
Ier siècle av. J.-C. – IIIe siècle
Entités précédentes :
- Royaume indo-parthe

Entités suivantes :
- Empire sassanide
- Empire Gupta

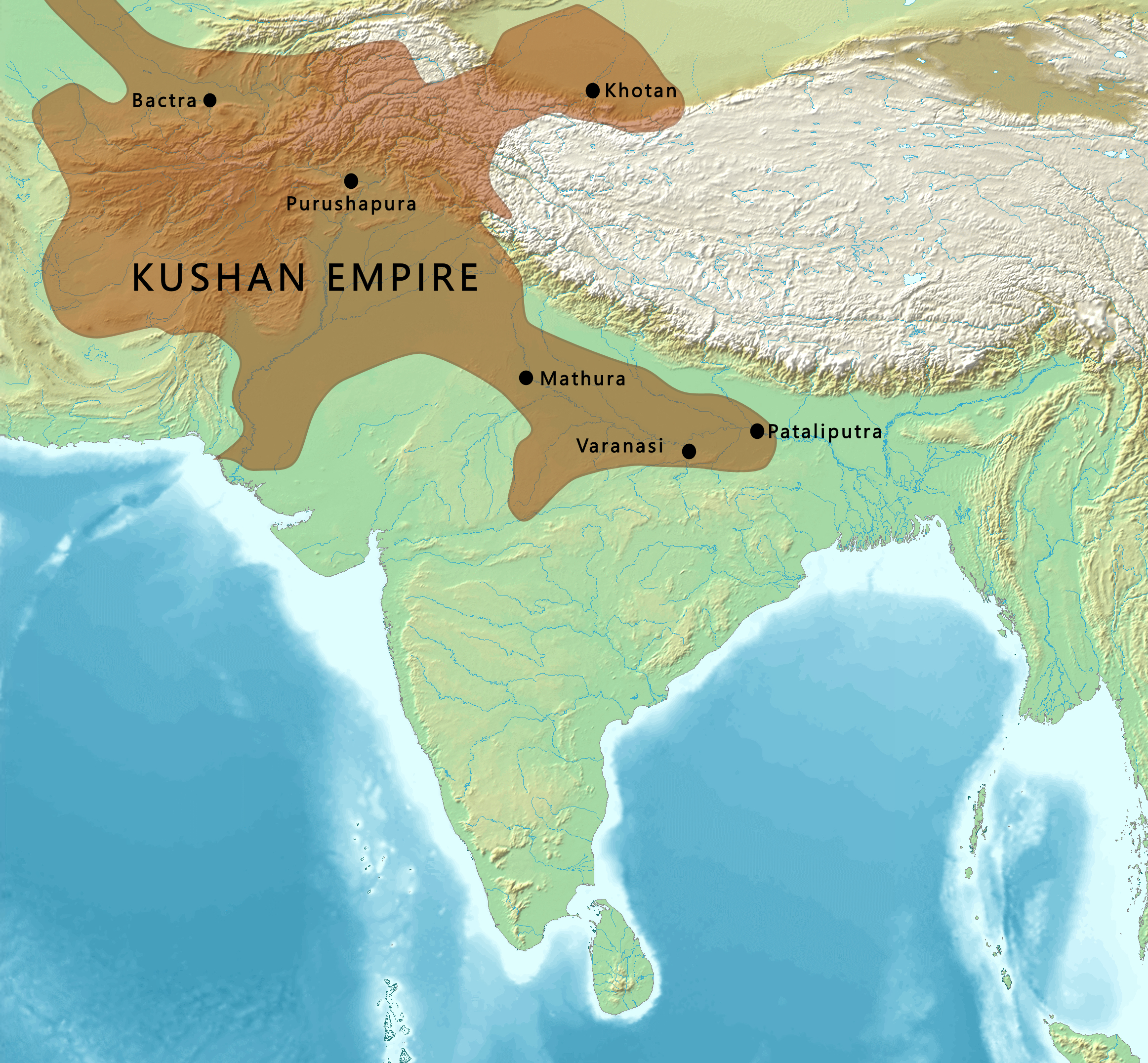
Empire kouchan.

L’Empire kouchan (env. Ier – IIIe siècles) est un État qui s'étendit à son apogée, vers 105-250, du Tadjikistan à la mer Caspienne et à l’Afghanistan et, vers le sud, à la vallée du Gange. Son nom utilisé en français vient de la francisation de la forme sanskritisée IAST Kuṣāṇ (sanskrit : कुषाण राजवंश Kuṣāṇ Rājavaṃśa ; il est également connu sous les noms bactrien : Κυϸανο, Kushano ; BHS : IAST : Guṣāṇa-vaṃśa ; parthe : 𐭊𐭅𐭔𐭍 𐭇𐭔𐭕𐭓 Kušan-xšaθr. 
Cet empire a été créé par les Kouchans, qui ont eu des contacts diplomatiques avec Rome, l'Empire Parthe qui deviendra par la suite l’Empire perse des Sassanides et la Chine et, pendant plusieurs siècles, furent au centre des échanges entre Orient et Occident.

## Origines
Le nom de Kouchan dérive du sanskrit kuṣāṇa. Le terme chinois est Guishuang (貴霜). Il désignait soit l’une des cinq tribus des Yuezhi (月氏) soit l'une des cinq principautés soumises aux Yuezhi, on ne sait. Les Yuezhi avaient vécu dans les pâturages arides du bassin du Tarim, dans l’actuel Xinjiang, jusqu’à ce qu’ils fussent repoussés à l’ouest par les Xiongnu entre 176 et 160 av. J.-C. Les cinq tribus Yuezhi ou soumises sont connues dans l’histoire de Chine sous les noms de Xiūmì (休密), Guishuang (貴霜), Shuangmi (雙靡), Xidun (肸頓), et Dūmì (都密).
Les Yuezhi atteignirent le royaume hellénistique des Gréco-Bactriens, dans le territoire de la Bactriane (extrême nord de l’Afghanistan et Ouzbékistan), autour de 135 av. J.-C., et déplacèrent les dynasties grecques locales, qui se réinstallèrent dans le bassin de l’Indus (dans l’actuel Pakistan), dans la partie occidentale du royaume indo-grec.

## Un empire multiculturel
Au Ier siècle av. J.-C., la tribu Yuezhi des Guishuang (貴霜) prit le pas sur les autres et les unit en une confédération étroite. Le nom de Guishuang a été adopté en Occident et modifié en Kouchan pour désigner la confédération, même si les Chinois continuent à l’appeler Yuezhi.
En arrachant peu à peu le contrôle de la région aux tribus indo-scythes et en défaisant le royaume indo-parthe au début de notre ère, les Kouchans s’étendirent vers le sud au cœur de la région appelée traditionnellement Gandhara (région incluant en particulier le 
plateau du Pothowar, au Pakistan, et la province frontalière du nord-ouest (NWFP, en anglais), mais décrivant un arc englobant la vallée de Kaboul et une partie de la région de Kandahar en Afghanistan) et établirent des capitales jumelles près des actuelles Kaboul et Peshawar, alors appelées respectivement Kapisa et Pushklavati.
Les Kouchans adoptèrent beaucoup d’éléments de la culture hellénistique de Bactriane, où ils s’étaient installés, particulièrement encore visible dans les découvertes archéologiques de sculptures d'inspiration fortement hellénistique. Ils adaptèrent l’alphabet grec (souvent corrompu) à leur propre langue (avec le développement supplémentaire de la lettre Ϸ /ch/, comme dans « Kouchan ») et commencèrent bientôt à frapper monnaie sur le modèle grec. Sur leurs monnaies, ils utilisaient des légendes en grec combinées à des légendes en alphabet kharoshthi jusqu’aux premières années du règne de Kanishka Ier et, après cette date, utilisèrent des légendes en langue kouchane combinées à des légendes en langue grecque, les unes et les autres avec la graphie grecque.
Si le grec était la langue de l'élite aux débuts de l'empire kouchan, il était très peu parlé par le reste de la population, non hellénisée. À la fin de l'empire, vers 350, le grec était une langue oubliée.
|  |  |

À partir de l’époque de Vima Takto, les Kouchans commencèrent à adopter la culture indienne comme les autres groupes nomades qui envahirent l’Inde. Le premier grand empereur kouchan, Vima Kadphisès semble avoir embrassé le shivaïsme, comme l’indiquent ses monnaies. Les empereurs kouchans suivants représentèrent une grande variété de divinités d’Inde et d’Asie centrale, ainsi que le Bouddha.

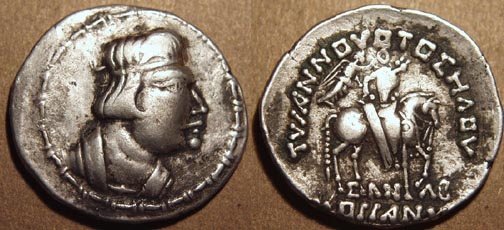
Tétradrachme d’argent du roi kouchan Héraios (1–30) dans le style gréco-bactrien, avec un cavalier couronné par la déesse grecque de la victoire Niké.
Légende grecque : ΤΥΡΑΝΝΟΥΟΤΟΣ ΗΛΟΥ - ΣΑΝΑΒ - ΚΟϷϷΑΝΟΥ, « Le tyran Héraios, Sanav, des Kouchans ».

## Principaux dirigeants kouchans

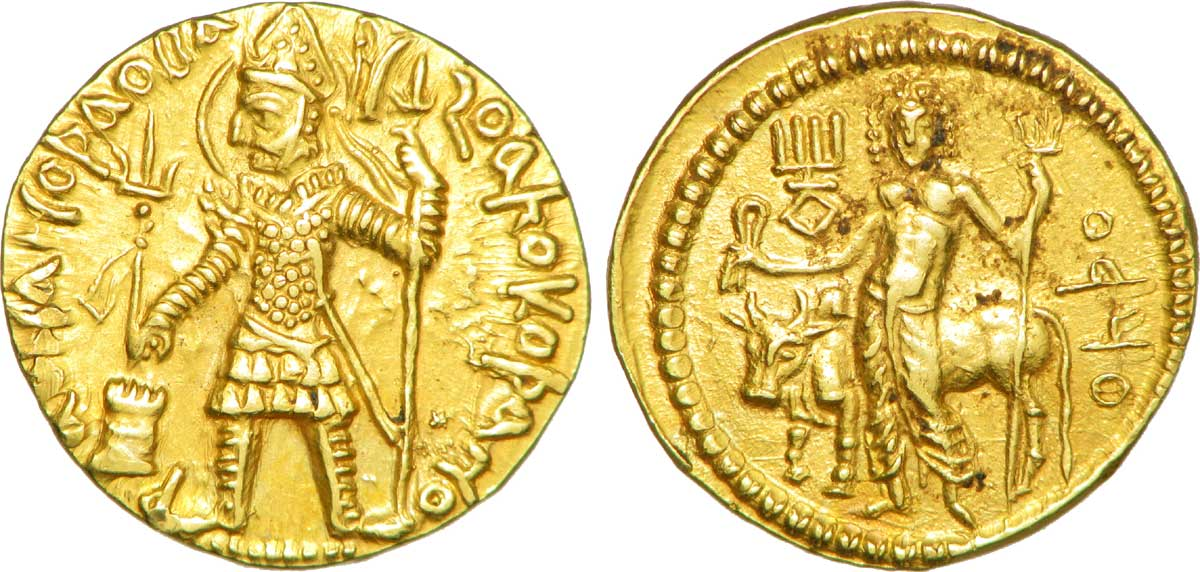
Statère d'électrum du royaume de Kouchan à l'effigie de Vasudeva I, Shiva au verso.

### Chronologie des règnes

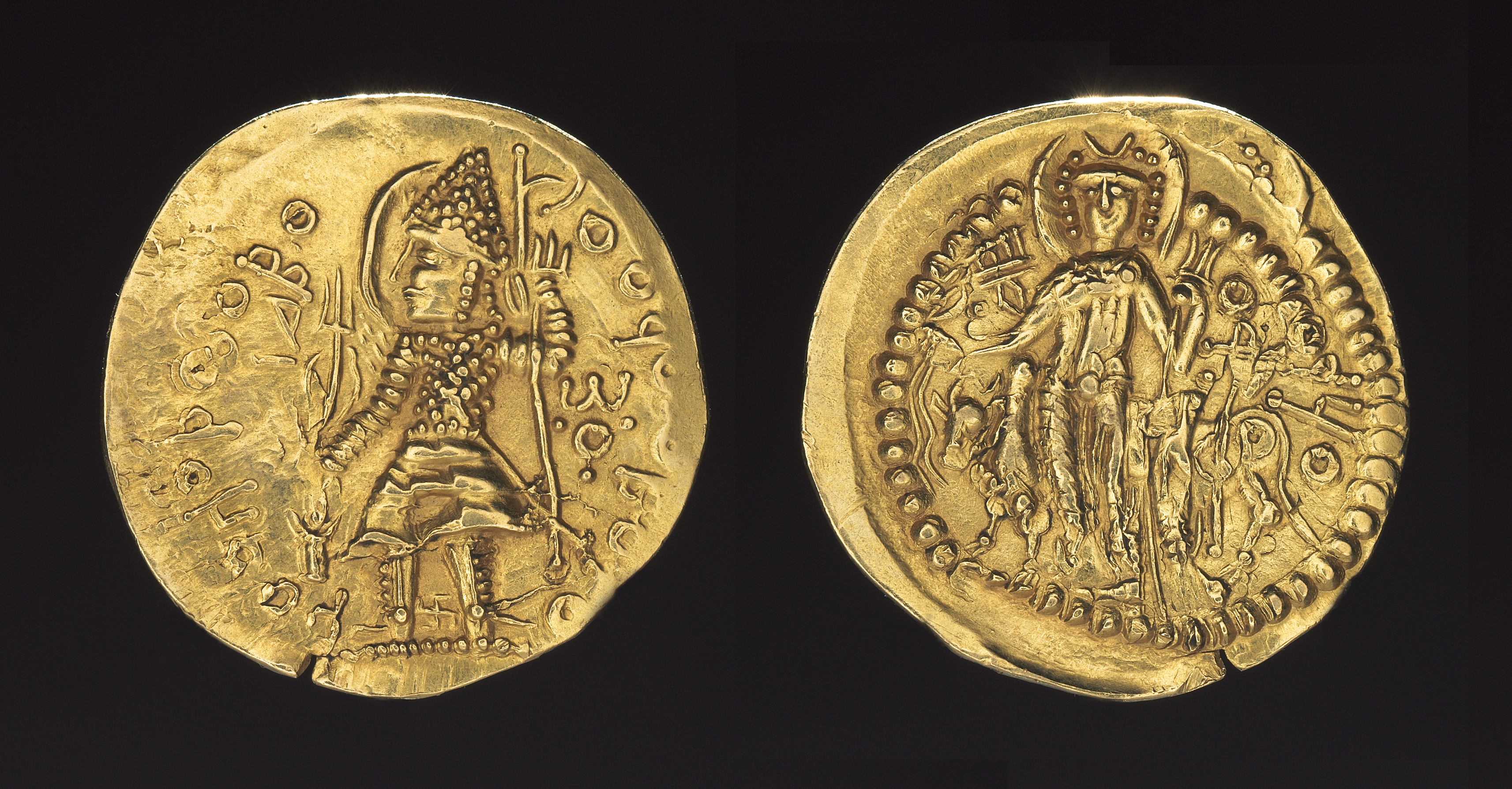
Pièce d'or de l'empire kouchan, sous le règne de Vasudeva II entre 275 et 300. Cet objet est conservé au Cleveland Museum of Art.

D’une façon générale, les périodes de règne des Kouchans sont controversées.
Les dates proposées ici sont celles listées par le spécialiste des monnaies Shailendra Bhandare en 2012, mais ne font pas l'unanimité. Ces dates doivent donc être prises avec réserve. Aussi les dates, argumentées avec précision par Gérard Fussman, sont indiquées ponctuellement avec les références de son argumentation.
- Héraios vers 1 – 30, premier dirigeant kouchan
- Kujula Kadphisès vers 40 (?) – vers 80, ou (v.  -10 ?) – 30 selon G. Fussman[4]
- Vima Takto, vers 80 – vers 110 ; assimilé pour certains à une émission monétaire à « Soter Megas » (Grand Sauveur). Pour d'autres, dont G. Fussman, le monnayage de Soter Megas est à attribuer soit à Kujula Kadphisès (fin de son règne) soit à Vima Kadphisès (début de son règne). Vima Takto étant considéré, alors, comme n'ayant jamais régné[5]. S'il a régné ce serait lui qui aurait assuré le contrôle définitif de Taxila vers 50[6]
- Vima Kadphisès vers 110 – vers 127 , ou dans les années 50 de n. è[7], le premier grand empereur kouchan, conquiert l'Inde gangétique[6]
- Kanishka Ier 127 – vers 152 (dates calculées d'après le texte sanscrit : Yavana jataka) , ou 78 – 101[8] selon G. Fussman
- Huvishka ver 151-190
- Vasudeva Ier (vers 190 – 220), dernier des grands empereurs kouchans
- Kanishka II vers 230-247
- Vasishka vers 247-267
- Kanishka III vers 267-270
- Vasudeva II vers 270-300
- Vasudeva III (en) vers 360-365

Dirigeants aux noms acronymiques :
- Mahi (kouchan) (en) vers 300-305
- Chhu (en) vers 310-325
- Shaka Ier (en) vers 325-345
- Kipunada (en) vers 325-350

### Héraios (1-30 (?))
Héraios fut probablement le premier des rois kouchans. Il fut peut-être un allié des Grecs, et partagea le même style de monnaies. Héraios fut probablement le père de Kujula Kadphisès.

### Kujula Kadphisès (v.40-80)
Ces dates sont différentes selon l'argumentation détaillée de Gérard Fussman. Elles sont fonction de spéculations sur les mouvements des monnaies. Ce type de monnaie à son effigie est l'imitation d'une monnaie romaine : soit une monnaie au type d'Auguste (mort en 14 de notre ère), soit une monnaie au type de Claude (mort en 50), ce qui donne : entre 20 et 50 de notre ère, en fonction du temps qu'il faut à une monnaie à cette époque pour parvenir dans cette région et être imitée.
Selon le Hou Hanshu (Livre des Han postérieurs) : « le prince (xihou) de Guishuang (Badakhshan et territoires adjacents au nord de l’Oxus), nommé Kujula Kadphisès (丘就却, Qiujiuque) attaqua et extermina les quatre autres princes (xihou). Il se proclama roi d’un royaume appelé Guishuang. Il envahit l’Anxi (la Parthie) et prit la région de Gaofu (Kaboul). Il défit également l’ensemble des royaumes de Puda et de Jibin (Kapisha-Gandhara). Qiujiuque (Kujula Kadphisès) mourut à plus de quatre-vingts ans ».
Ces conquêtes eurent probablement lieu à une date située entre 45 et 60, et jetèrent les bases de l’Empire kouchan qui fut rapidement agrandi par ses descendants.
Kujula fit frapper une importante série de monnaies et eut au moins deux fils, Sadaṣkaṇa (qui n’est connu que par une inscription et n’a probablement jamais régné) et Vima Takto.

### Vima Takto (v.80 -110)

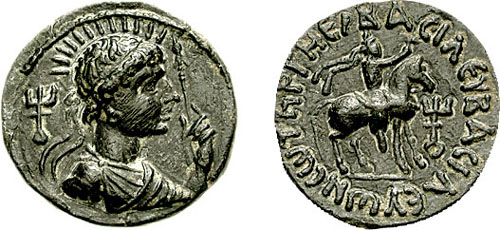
Monnaie de bronze de Vima Takto. Légende grecque corrompue ΒΑϹΙΛΕΥ ΒΑϹΙΛΕΥΩΝ ϹΩΤΗΡ ΜΕΓΑϹ (Basileu Basileôn Sôtêr Megas) : « Le Roi des Rois, Grand Sauveur ».

Vima Takt[u] (ou Tak[to] ou Sôtêr Megas est mentionné dans l’inscription de Rabatak (voir la référence à l’article de Sims-Williams ci-dessous), qui indique qu’il était le père de Vima Kadphisès et le grand-père de Kanishka Ier. Il agrandit l’Empire kouchan vers le nord-ouest du sous-continent indien, dont le Gandhara. Le Hou Hanshu raconte :

« Son fils [de Kujula Kadphisès], Yangaozhen (Vima Taktu), devint roi à sa place. Il conquit le Tianzhu (le nord-ouest de l’Inde) et installa un général pour le superviser et le commander. Les Yuezhi devinrent alors extrêmement riches. Tous les royaumes appelaient [leur roi] le roi Guishuang (Kouchan), mais les Han les appelaient par leur nom d’origine, Da Yuezhi. »

### Vima Kadphisès (seconde moitié du premier siècle, ouv.110-127)
Vima Kadphisès était le fils de Vima Taktu et le père de Kanishka Ier. Il fit réaliser une importante série de monnaies et d’inscriptions.

### KanishkaIer(127-152)

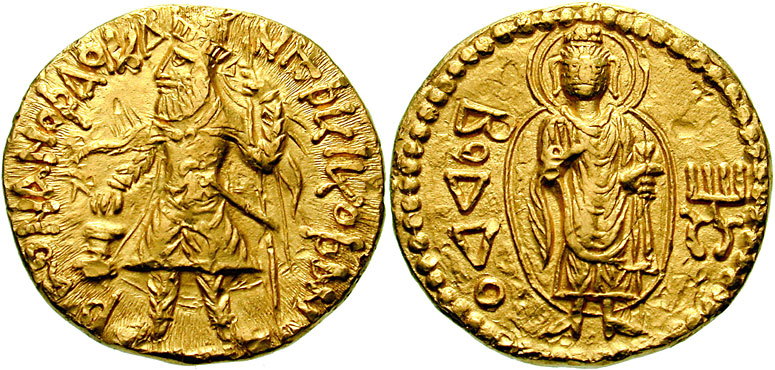
Monnaie d’or de l’empereur kouchan Kanishka Ier (avec une représentation hellénistique du Bouddha (sauf pour les pieds écartés, de style kouchan), et le mot « Boddo » en alphabet grec.

Le pouvoir de Kanishka Ier, le deuxième grand empereur kouchan, et le cinquième des rois kouchans, qui prospéra pendant au moins 28 ans à partir de 127 environ, fut administré à partir de trois capitales : Purushapura (actuelle Peshawar au nord du Pakistan), Bagram (alors appelée Kapisa, dans l'actuel Afghanistan), Mathura, au nord de l’Inde. Les Kouchans considéraient Bagram (alors appelée Kapisa) comme leur capitale d'été. C'est là que les archéologues français découvrirent le « Trésor de Begrâm », composé d’œuvres d’art issues de la Grèce à la Chine. Selon l’inscription de Rabatak, Kanishka était le fils de Vima Kadphisès, le petit-fils de Vima Taktu, et l’arrière-petit-fils de Kujula Kadphisès. On admet généralement aujourd’hui que l’ère de Kanishka a commencé en 127, sur la base des recherches novatrices de Harry Falk (voir la section Références ci-dessous).
Le pouvoir des Kouchans relia le commerce maritime de l’océan Indien et le commerce de la Route de la soie à travers la vallée de l’Indus, cadre d’une civilisation très ancienne. À l’apogée de la dynastie, les Kouchans supervisaient plus ou moins un territoire qui s’étendait de la mer d'Aral, via l’actuel Ouzbékistan, l’Afghanistan et le Pakistan jusqu’au nord de l’Inde.
L’unité souple et la paix relative de ce vaste territoire encouragea le commerce au long cours, amena les soies de Chine à Rome et créa des réseaux de centres urbains florissants.

## L'art du Gandhara
La sculpture a été préservée en très grand nombre et témoigne des implications multiples des cultures présentes sur l'empire kouchan. L'art du Gandhara en offre l'image la plus riche et il a donné l'occasion de forger, dès les années 1900-1910 le concept d'art gréco-bouddhique par Alfred Foucher. Aujourd'hui ce concept est au cœur de réflexions qui portent moins sur l'hellénisation de l'Orient que sur les phénomènes liés à l'acculturation et plus précisément sur les formes que prend la résistance à cet hellénisme, en particulier dans l'empire kouchan.

## Les Kouchans et le bouddhisme
- Articles détaillés : L'empire kouchan et la sculpture à Mathura, Art gréco-bouddhique

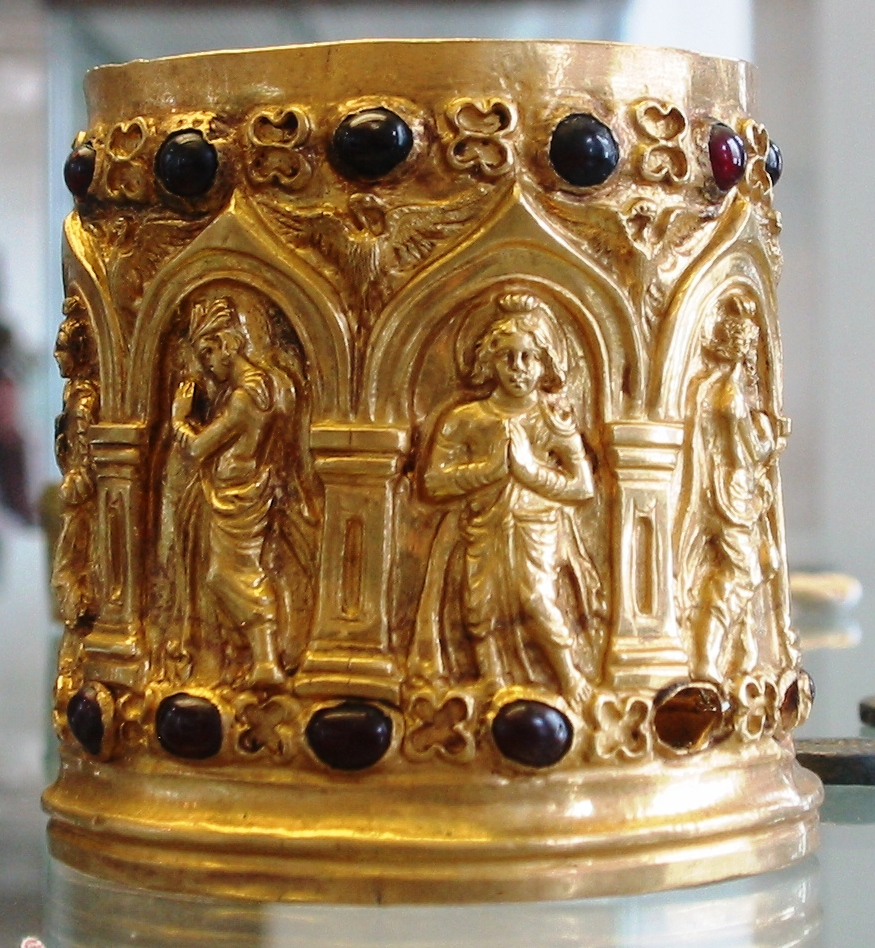
Reliquaire[N 1]. Dévot[N 2], de face, et déités nimbées, de profil, en adoration. Or, grenats. Ier ou IIe siècle . British Museum
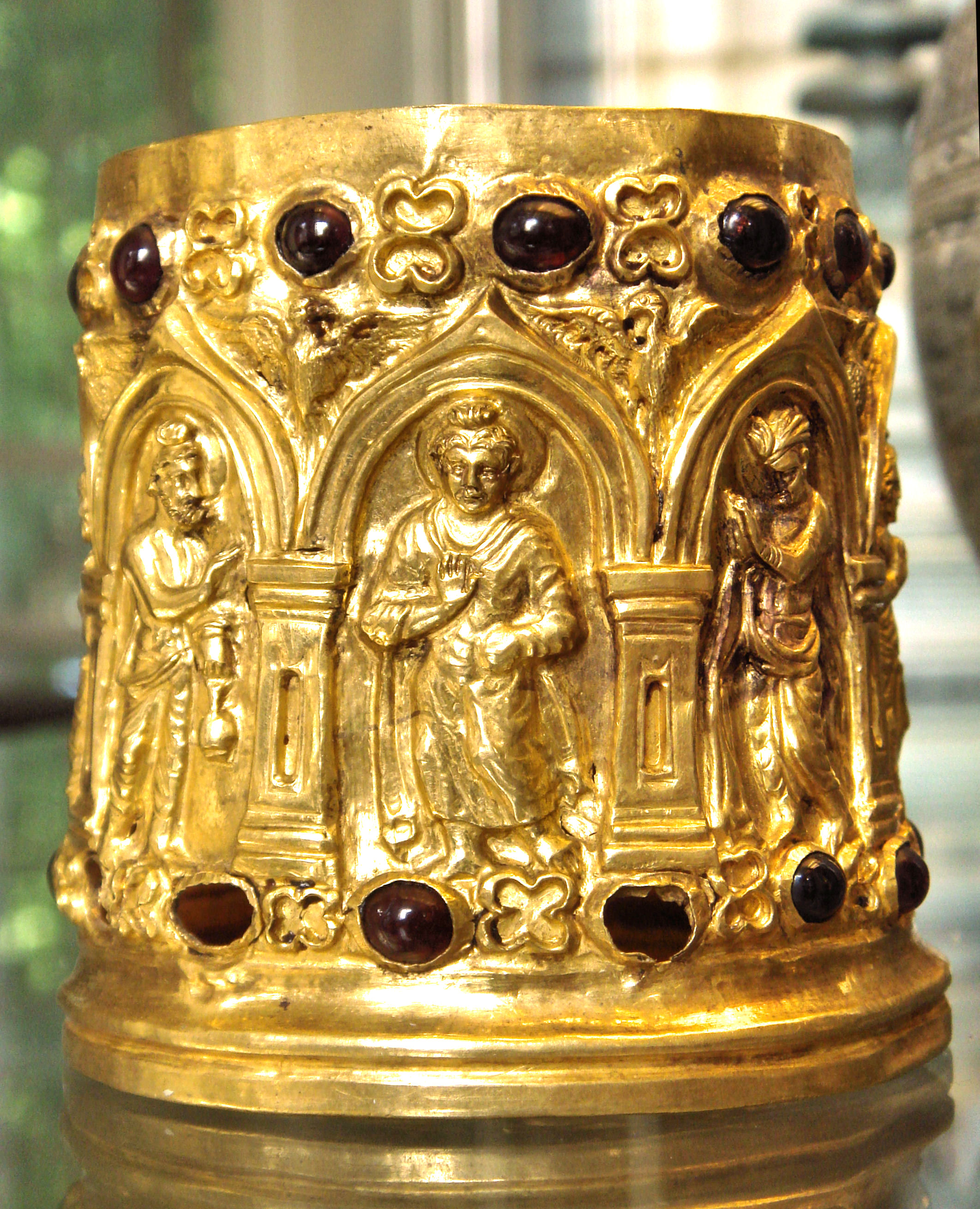
Bouddha de face faisant le signe d'abhaya-mudrā, auquel rendent hommage (pūjā) Brahmā (à gauche) et Śakra (à droite)[N 3]. Or repoussé, grenats. Londres
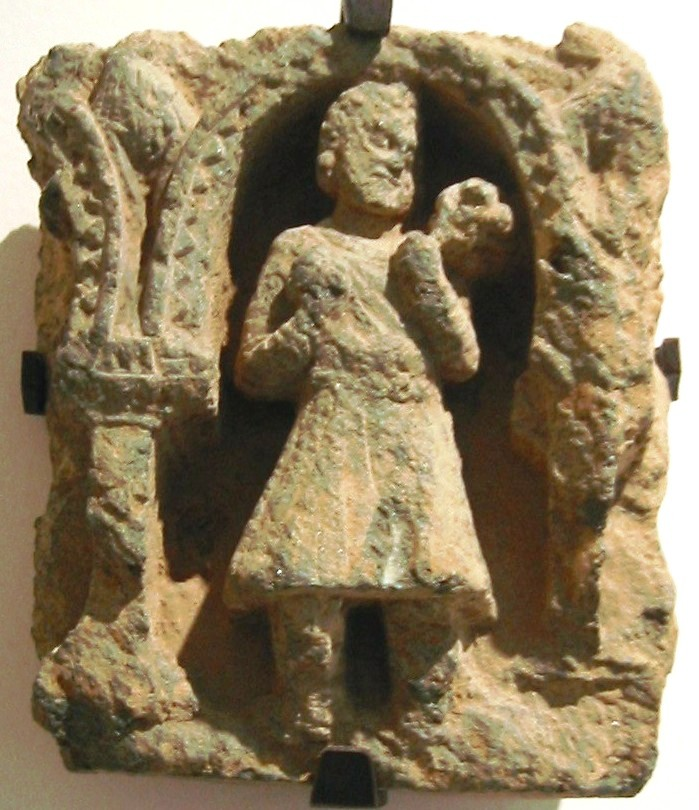
Homme kouchan en costume traditionnel avec la tunique et les bottes, IIe siècle, Gandhara.
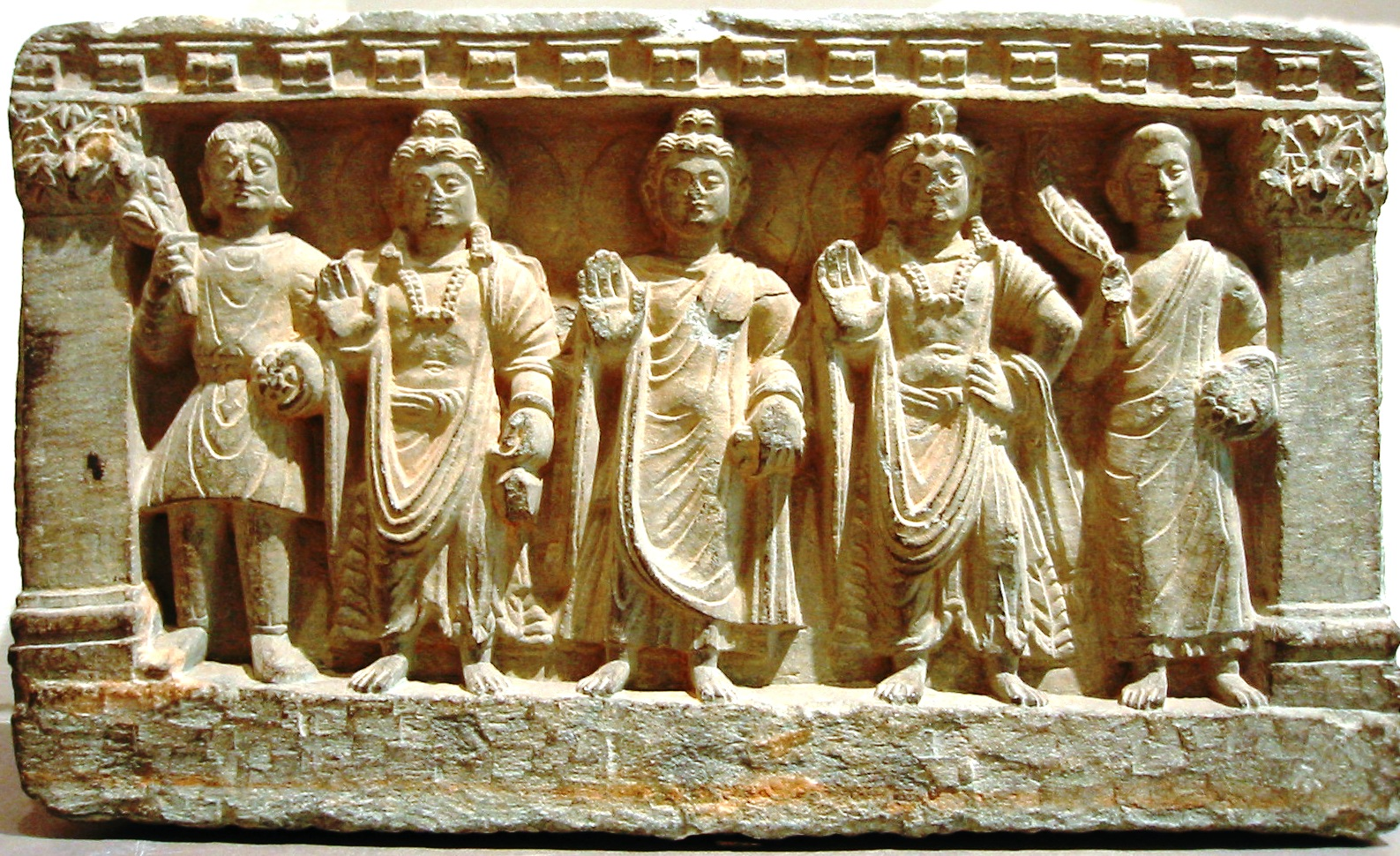
Une triade précoce du bouddhisme mahāyāna. De g. à d. un dévot kouchan, le Bodhisattva Maitreya, le Bouddha, le Bodhisattva Avalokiteshvara, et un moine bouddhiste. IIe-IIIe siècle, Gandhara.

Les échanges culturels sont également florissants et encouragent le développement du gréco-bouddhisme, une fusion d’éléments aryens, hellénistiques et bouddhistes, contribuant de manière importante à la formation du bouddhisme mahayana (« grand véhicule ») répandu en Asie centrale, orientale et septentrionale.
Kanishka est célèbre dans la tradition bouddhiste pour avoir convoqué un grand concile bouddhique au Cachemire. On attribue à ce concile d’avoir marqué le début officiel du bouddhisme mahayana panthéiste et sa scission d’avec le bouddhisme nikaya. Kanishka fit aussi traduire les textes du bouddhisme mahayana de leur langue vernaculaire d’origine, le gandhari ou prâkrit, dans la langue hautement littéraire, le sanskrit. Avec le roi indien Ashoka, le roi indo-grec Ménandre Ier (Milinda), et Harshavardhana, Kanishka est considéré par le bouddhisme comme un de ses principaux bienfaiteurs.
L’art et la culture du Gandhara, dans ce carrefour qu'était l'empire Kouchan, sont les expressions des influences kouchanes les mieux connues des Occidentaux. Plusieurs descriptions directes de Kouchans sont connues à partir du Gandhara, où ils sont représentés avec une tunique, une ceinture et des pantalons et jouent le rôle de dévots du Bouddha et des Bodhisattvas.

## Contacts avec Rome
Plusieurs sources romaines décrivent la visite d’ambassadeurs des rois de Bactriane et d’Inde pendant le IIe siècle et font probablement référence aux Kouchans.

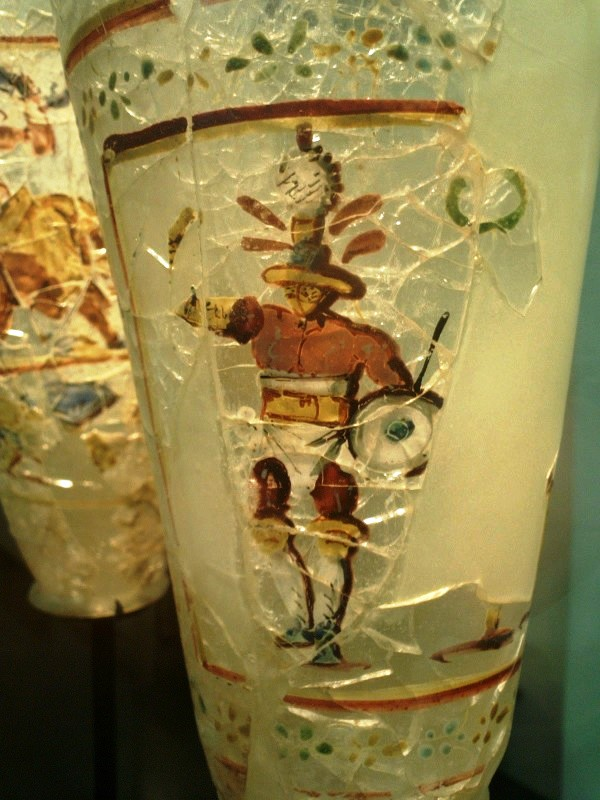
Gladiateur gréco-romain sur un récipient en verre, Begram, IIe siècle.

Le pseudo-Aelius Spartianus, parlant de l’empereur Hadrien (117–138) dans l’Historia Augusta, écrit :
Reges Bactrianorum legatos ad eum, amicitiae petendae causa, supplices miserunt (« Les rois des Bactriens lui envoyèrent des ambassadeurs avec une supplique pour demander son amitié »).
De même, en 138, selon Aurelius Victor (Épitomé‚ XV, 4), et Appien (Praef., 7), Antonin le Pieux, le successeur d’Hadrien, reçut des ambassadeurs d’Inde, de Bactriane et d’Hyrcanie (région au sud-est de la Mer Caspienne, autour de l’actuelle Gorgan en Iran).
La chronique historique chinoise Hou Hanshu (Livre des Han postérieurs) décrit également les échanges de marchandises entre le nord-ouest de l’Inde et l’Empire romain à cette époque :
« Vers l’Ouest, le Tianzhu 天竺 (le nord-ouest de l’Inde) communique avec le Da Qin (l’Empire romain). On peut y trouver de précieux objets du Da Qin, tels que de fins vêtements de coton, d’excellents tapis de laine, des parfums de toutes sortes, des pains de sucre, du poivre, du gingembre et du sel gemme. »
La capitale d'été des Kouchans à Begrâm a révélé une quantité considérable de marchandises importée de l’Empire romain, en particulier divers types de verrerie.

## Contacts avec la Chine
Pendant le Ier siècle et le IIe siècle, l’empire des Kouchans s’étendit militairement vers le nord et occupa des parties du bassin du Tarim, leur région d’origine, les mettant au centre du fructueux commerce centre-asiatique avec l’Empire romain. Il est relaté qu’ils collaborèrent militairement avec les Chinois contre les incursions des nomades, en particulier quand ils collaborèrent avec le général chinois Ban Chao contre les Sogdiens en 84, lorsque ces derniers tentèrent d’appuyer une révolte du roi de Kachgar. Autour de 85, ils assistèrent également le général chinois dans une attaque sur Tourfan, à l’est du bassin du Tarim.

En reconnaissance de leur assistance aux Chinois, les Kouchans demandèrent, mais sans succès, la main d’une princesse Han, même après l’envoi de présents à la cour de Chine. En représailles, ils marchèrent sur Ban Chao en 86 avec une force de 70 000 hommes, mais, épuisés par l’expédition, furent finalement défaits par les forces chinoises inférieures en nombre. Les Yuezhi firent retraite et payèrent tribut à l’Empire chinois pendant le règne de l’empereur Hedi (89-106) de la dynastie Han.
Plus tard, autour de 116, les Kouchans dirigés par Kanishka Ier établirent un royaume centré sur Kachgar, prenant également le contrôle de Khotan et Yarkand, qui étaient des dépendances chinoises du bassin du Tarim, dans l’actuel Xinjiang. Ils introduisirent l’écriture brahmi, la langue indienne prâkrit pour l’administration, et étendirent l’influence de l’art gréco-bouddhique qui se développa pour donner l’art serindien.
Il est encore noté que les Kouchans ont envoyé des présents à la cour de Chine en 158-159 pendant le règne de l’empereur Huandi de la dynastie Han.
Du fait de ces interactions, les échanges culturels continuent à se développer et des missionnaires bouddhistes kouchans tels que Lokakshema sont actifs dans les capitales chinoises de Luoyang et parfois de Nankin, où ils se distinguent particulièrement par leurs travaux de traduction. Ils sont les premiers promoteurs mentionnés des écrits Hinayana et Mahayana en Chine, et contribuent grandement à la transmission du bouddhisme par la Route de la soie.

## Déclin

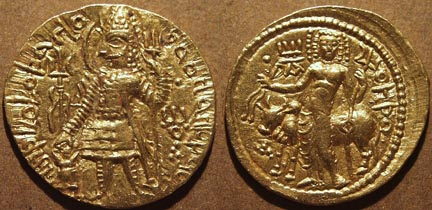
Dinar d’or du roi kouchan Kanishka II (200–220).

L’empire kouchan commence à décliner politiquement à la mort de Kanishka Ier. Ses successeurs auraient, tout au moins pour les trois premiers, régné ensemble et auraient fondé villes et monastères bouddhiques au Cachemire. Vasishka aurait laissé des inscriptions dans le Deccan aux alentours de Bhopal. Kanishka II aurait pris le titre de Kaisara (César) mais ses successeurs portent des patronymes purement indiens. Ils se rendent plus ou moins indépendant dans les provinces, alors que le centre de l’empire demeure dans le Pendjab et le Cachemire, jusqu’à la conquête sassanide en 241.
À partir du IIIe siècle, l’Empire kouchan commence à se fragmenter.
Autour de 225, Vasudeva Ier meurt et l’Empire kouchan est divisé en deux parties, à l’ouest et à l’est. Vers 224–240, les Sassanides envahissent la Bactriane et le nord de l’Inde, où ils sont appelés Indo-Sassanides.
Vers 270, les Kouchans perdent leurs territoires dans la plaine du Gange, où l’Empire Gupta est établi autour de 320.
Au milieu du IVe siècle, un vassal des Kouchans sur le territoire actuel du Pakistan, appelé « Kidara », prend le pouvoir et renverse la vieille dynastie kouchane. Il crée un royaume appelé royaume kidarite, bien qu’il se considère probablement comme un Kouchan, comme l’indiquent ses monnaies de style kouchan. Les Kidarites semblent être assez prospères, mais à un degré moindre que leurs prédécesseurs Kouchans.
Ces résidus de l’Empire kouchan sont finalement balayés au Ve siècle par les invasions des Huns blancs, et plus tard par expansion de l’Islam.